# 56100 Luisapolli
56100 Luisapolli è un asteroide della fascia principale. Scoperto nel 1999, presenta un'orbita caratterizzata da un semiasse maggiore pari a 2,3888431 au e da un'eccentricità di 0,1309643, inclinata di 3,98234° rispetto all'eclittica.
L'asteroide è dedicato a Luisa Polii, prozia dello scopritore.